# Трижды Герои Социалистического Труда

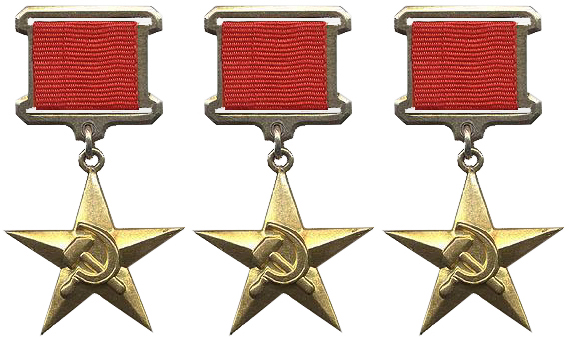
Три золотых медали «Серп и Молот» — награды трижды Героев Социалистического Труда

Данный список содержит имена, период жизни и профессиональные данные всех трижды Героев Социалистического Труда.
Возможность присвоения звания Героя Социалистического Труда во второй и третий раз была установлена указом Президиума Верховного Совета СССР от 22 мая 1940 года «О дополнительных знаках отличия для Героев Социалистического Труда». Тем же указом предусматривалась возможность сооружения на родине дважды Героя Социалистического Труда бронзового бюста.
Указом Президиума Верховного Совета СССР от 14 мая 1973 года было установлено положение о звании Героя Социалистического Труда в новой редакции, одним из отличий которого от положения в предыдущей редакции было снятие ограничения в количестве повторных награждений медалью «Серп и Молот», существовавшее с 1940 года (всего не более 3 раз). Но это изменение ни на что не повлияло: четырежды Героем Социалистического Труда так никто и не стал.
14 мая 1979 года Указом Президиума Верховного Совета СССР было утверждено общее положение об орденах, медалях и почётных званиях СССР, статья 10 которого утверждала все статьи Положения о звании Героя Социалистического Труда 1973 года, касающиеся неоднократного присвоения этого звания.

## Статистика награждений
Всего за время существования возможности третьего награждения золотой медалью «Серп и Молот» было произведено 16 таких награждений. Среди награждённых:
- 7 человек — учёные и конструкторы, участвовавшие в разработке ядерного оружия
- 3 человека — деятели КПСС, двое из которых на момент награждения были фактическими руководителями СССР
- 2 человека — государственные деятели, руководившие разработкой ядерного оружия
- 2 человека — авиаконструкторы
- 1 человек — учёный, участвовавший в освоении космоса
- 1 человек — деятель сельскохозяйственного производства.

Первыми трижды Героями Социалистического Труда 4 января 1954 года стали советские учёные-физики, конструкторы и организаторы производства Б. Л. Ванников, Н. Л. Духов, И. В. Курчатов, Ю. Б. Харитон и К. И. Щёлкин. Однако это и большинство последующих награждений, как и сами награждённые в силу специфики их деятельности, долгое время оставались засекреченными. Первым публично награждённым стал лишь седьмой по счёту кавалер трёх звёзд «Серп и Молот» узбекский хлопковод Х. Турсункулов, награждённый 13 января 1957 года.
Последним свою третью медаль «Серп и Молот» 22 сентября 1984 года к своему 73-летию получил Генеральный секретарь ЦК КПСС К. У. Черненко.
В 1964 году трижды Герой Социалистического Труда, Первый секретарь ЦК КПСС, Председатель Совета Министров СССР Н. С. Хрущёв был удостоен также и звания Героя Советского Союза.
Быстрее всех удостоенными третьей звезды «Серп и Молот» оказались 4 января 1954 года физики-ядерщики И. В. Курчатов, Ю. Б. Харитон и К. И. Щёлкин: с момента их награждения первой звездой прошло всего 4 года и 2 месяца. Авиаконструктор С. В. Ильюшин получил третью звезду спустя 32 года 4 месяца после первой.
Самым молодым на момент награждения третьей медалью «Серп и Молот» был академик А. Д. Сахаров (40 лет); самым пожилым стал авиаконструктор А. Н. Туполев (84 года). Он же меньше других носил звание трижды Героя Социалистического Труда, так как умер через два месяца после третьего присвоения. Дольше всех, на протяжении 42 лет, это звание носил академик Ю. Б. Харитон, став также последним живущим его носителем. После его кончины в 1996 году в живых не осталось ни одного трижды Героя Социалистического Труда.
Указом Президиума Верховного Совета СССР от 8 января 1980 года
 трижды Герой Социалистического Труда академик А. Д. Сахаров был лишён всех трёх медалей «Серп и Молот». Это стало единственным подобным случаем за всю историю СССР. Позднее — ни при жизни, ни посмертно — Сахаров не был восстановлен в звании трижды Героя Социалистического Труда.

## Список трижды Героев Социалистического Труда
В списке в алфавитном порядке представлены 15 трижды Героев Социалистического Труда.
| №  | Фамилия, имя, отчество              | Изображение | Годы жизни | Дата Указа и номер медали | Дата Указа и номер медали | Дата Указа и номер медали | Область деятельности                                                                            | Место работы и/или должность                                                                | Некоторые изобретения, объекты, понятия, связанные с человеком |
| -- | ----------------------------------- | ----------- | ---------- | ------------------------- | ------------------------- | ------------------------- | ----------------------------------------------------------------------------------------------- | ------------------------------------------------------------------------------------------- | --- |
| 1  | Александров, Анатолий Петрович      |             | 1903—1994  | 04.01.1954 № 6752         | 14.05.1960 № 82           | 12.02.1973 № 13           | Советский физик, академик АН СССР                                                               | Директор Института атомной энергии им. И. В. Курчатова                                      | Атомный проект СССР, реакторы РБМК и ВВЭР для АЭС, реакторы атомных подводных лодок (проект 627) и ледоколов («Ленин»), АН СССР                                                        |
| 2  | Ванников, Борис Львович             |             | 1897—1962  | 03.06.1942 № 23           | 29.10.1949 № 1            | 04.01.1954 № 1            | Советский государственный деятель                                                               | Первый заместитель министра среднего машиностроения СССР                                    | Наркомат боеприпасов СССР, Министерство среднего машиностроения СССР, Атомный проект СССР                                                                                              |
| 3  | Духов, Николай Леонидович           |             | 1904—1964  | 16.09.1945 № 226          | 29.10.1949 № 4            | 04.01.1954 № 2            | Советский конструктор бронетехники, ядерного и термоядерного оружия. Член-корреспондент АН СССР | Директор филиала № 1 КБ-11 Министерства среднего машиностроения СССР                        | Тяжёлое танкостроение, танки КВ-1, ИС-1, Атомный проект СССР |
| 4  | Зельдович, Яков Борисович           |             | 1914—1987  | 29.10.1949 № 4885         | 04.01.1954 № 31           | 11.09.1956 № 6            | Советский физик, академик АН СССР                                                               | Предприятие по изготовлению и испытанию «ядерного щита» СССР                                | Космология, релятивистская астрофизика, Атомный проект СССР |
| 5  | Ильюшин, Сергей Владимирович        |             | 1894—1977  | 25.11.1941 № 20           | 29.12.1957 № 45           | 29.03.1974 № 14           | Советский авиаконструктор, академик АН СССР.                                                    | Член Научно-технического совета и консультант КБ им. С. В. Ильюшина                         | Серия самолётов Ил (Ил-2, Ил-10, Ил-12, Ил-14, Ил-62) |
| 6  | Келдыш, Мстислав Всеволодович       |             | 1911—1978  | 11.09.1956 № 6885         | 17.06.1961 № 85           | 09.02.1971 № 11           | Советский учёный, академик АН СССР.                                                             | Президент Академии наук СССР                                                                | Космическая программа СССР, Атомный проект СССР, исследования в области ракетной и авиационной промышленности, АН СССР                                                                 |
| 7  | Кунаев, Динмухамед Ахмедович        |             | 1912—1993  | 11.01.1972 № 18270        | 06.10.1976 № 125          | 11.01.1982 № 15           | Советский партийный деятель                                                                     | Первый секретарь ЦК Компартии Казахской ССР                                                 | Казахская ССР, Коммунистическая партия Казахской ССР, Желтоксан |
| 8  | Курчатов, Игорь Васильевич          |             | 1903—1960  | 29.10.1949 № 4910         | 08.12.1951 № 19           | 04.01.1954 № 3            | Советский физик, академик АН СССР.                                                              | Директор Лаборатории № 2 АН СССР                                                            | Атомный проект СССР, атомная энергетика СССР (Обнинская АЭС), реакторы СССР (энергетические и транспортные), Лаборатория № 2 АН СССР (позднее Курчатовский институт), ядерная изомерия |
| 9  | Славский, Ефим Павлович             |             | 1898—1991  | 29.10.1949 № 4911         | 04.01.1954 № 32           | 07.03.1962 № 10           | Советский государственный деятель                                                               | Министр среднего машиностроения СССР                                                        | Министерство среднего машиностроения СССР, Атомный проект СССР, Атомная энергетика СССР                                                                                                |
| 10 | Туполев, Андрей Николаевич          |             | 1888—1972  | 16.09.1945 № 248          | 12.07.1957 № 48           | 22.11.1972 № 12           | Советский авиаконструктор, академик АН СССР.                                                    | Генеральный конструктор ОКБ-156                                                             | ЦКБ-29, ОКБ Туполева, самолеты (серий Ту, АНТ, И, ТБ и др.) |
| 11 | Турсункулов, Хамракул Турсункулович |             | 1892—1965  | 27.04.1948 № 1842         | 31.05.1951 № 8            | 13.01.1957 № 7            | Советский сельскохозяйственный деятель, организатор колхозного производства                     | Председатель хлопководческого колхоза «Шарк Юлдузи» Янгиюльского района Ташкентской области | Колхоз «Шарк Юлдузи», хлопководство |
| 12 | Харитон, Юлий Борисович             |             | 1904—1996  | 29.10.1949 № 4887         | 08.12.1951 № 21           | 04.01.1954 № 4            | Советский и российский физик, академик АН СССР.                                                 | Главный конструктор и научный руководитель КБ-11 при Лаборатории № 2 АН СССР                | Атомный проект СССР, КБ-11 |
| 13 | Хрущёв, Никита Сергеевич            |             | 1894—1971  | 16.04.1954 № 6759         | 08.04.1957 № 44           | 17.06.1961 № 8            | Советский партийный деятель                                                                     | Первый секретарь ЦК КПСС, Председатель Совета Министров СССР                                | ЦК КПСС, Десталинизация, Семилетка, оттепель. |
| 14 | Черненко, Константин Устинович      |             | 1911—1985  | 02.03.1976 № 18040        | 23.09.1981 № 163          | 22.09.1984 № 16           | Советский партийный деятель                                                                     | Генеральный секретарь ЦК КПСС, Председатель Президиума Верховного Совета СССР               | ЦК КПСС, Политбюро ЦК КПСС, Эпоха застоя |
| 15 | Щёлкин, Кирилл Иванович             |             | 1911—1968  | 29.10.1949 № 4946         | 08.12.1951 № 23           | 04.01.1954 № 5            | Советский учёный, физик Член-корреспондент АН СССР                                              | Первый руководитель и главный конструктор ядерного центра Челябинск-70                      | Атомный проект СССР, теория спиновой детонации |

В таблицу не включён физик-ядерщик Андрей Дмитриевич Сахаров, лишённый звания трижды Героя Социалистического Труда (см. Список лиц, лишённых звания Героя Социалистического Труда).

## Бюсты трижды Героев Социалистического Труда
Бюсты трижды Героев Социалистического Труда

Бронзовый бюст С. В. Ильюшина в Вологде
Бронзовый бюст М. В. Келдыша в Риге
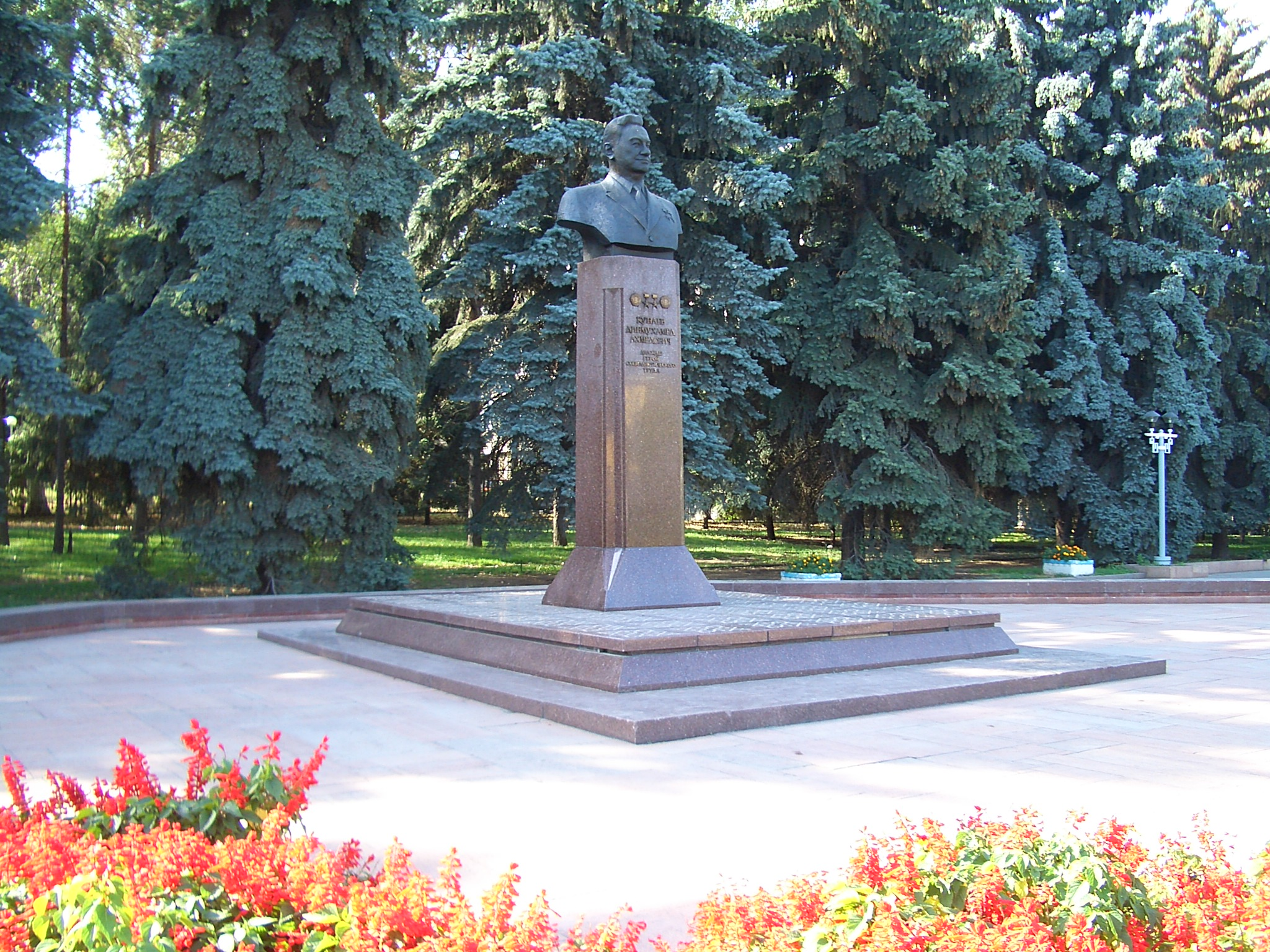
Бронзовый бюст Д. А. Кунаева в Алма-Ате